# Revolution 2021
Revolution 2021 è stato un evento in pay-per-view di wrestling prodotto dalla All Elite Wrestling, svoltosi il 7 marzo 2021 al Daily's Place di Jacksonville.

## Risultati
| #     | Match                                                                                      | Stipulazione                                                  | Durata |
| ----- | ------------------------------------------------------------------------------------------ | ------------------------------------------------------------- | ------ |
| BuyIn | Britt Baker e Maki Itoh (con Rebel) hanno sconfitto Riho e Thunder Rosa                    | Tag team match                                                | 14:50  |
| 1     | The Young Bucks (c) hanno sconfitto Chris Jericho e MJF (con Wardlow)                      | Tag team match per l'AEW World Tag Team Championship          | 17:50  |
| 2     | Pac e Rey Fénix hanno vinto eliminando per ultimi Jungle Boy e Luchasaurus                 | Casino tag team battle royale                                 | 26:45  |
| 3     | Hikaru Shida (c) ha sconfitto Ryo Mizunami                                                 | Single match per l'AEW Women's World Championship             | 15:10  |
| 4     | Miro e Kip Sabian (con Penelope Ford) hanno sconfitto Chuck Taylor e Orange Cassidy        | Tag team match                                                | 7:50   |
| 5     | Adam Page ha sconfitto Matt Hardy                                                          | Single match                                                  | 14:40  |
| 6     | Scorpio Sky ha sconfitto Cody Rhodes, Ethan Page, Penta El Zero, Lance Archer e Max Caster | Ladder match                                                  | 23:15  |
| 7     | Darby Allin e Sting hanno sconfitto Brian Cage e Ricky Starks                              | Tag team street fight match                                   | 13:40  |
| 8     | Kenny Omega (c) (con Don Callis) ha sconfitto Jon Moxley                                   | Exploding barbed wire deathmatch per l'AEW World Championship | 25:15  |